# احزاب سیاسی اروپایی
یک حزب سیاسی اروپایی که با عنوان رسمی یک حزب سیاسی در سطح اروپا و به‌طور غیررسمی به عنوان یک حزب اروپایی شناخته می‌شود، نوعی حزب سیاسی است که به صورت فراملی در اروپا و در درون نهادهای اتحادیه اروپا فعالیت می‌کند. آنها توسط مقررات ۱۱۴۱/۲۰۱۴ اتحادیه اروپا در مورد اساسنامه و تأمین مالی احزاب سیاسی اروپایی و بنیادهای سیاسی اروپایی تنظیم و تأمین می‌شوند و کنش‌های آنها توسط «مرجع احزاب سیاسی اروپایی و بنیادهای سیاسی اروپایی» (APPF) نظارت می‌شود.
احزاب سیاسی اروپایی –که عمدتاً از اعضای احزاب ملی و تعداد کمی عضو مستقل تشکیل شده‌اند– حق دارند در طول انتخابات اروپا کمپین تبلیغاتی کنند، که اغلب برای آن بیانیه‌هایی را اتخاذ می‌کنند که در آن مواضع و جاه‌طلبی‌هایشان را مشخص می‌کنند. پیش از انتخابات، برخی از آنها نامزد مورد نظر خود (معروف به Spitzenkandidat یا نامزد اصلی) را به عنوان رئیس بعدی کمیسیون اروپا تعیین می‌کنند. کار احزاب اروپایی را می‌توان با تشکیل و وابستگی به یک بنیاد سیاسی اروپایی تکمیل کرد. بنیادها مستقل از احزاب اروپایی هستند و به بحث عمومی در مورد مسائل سیاست و ادغام اروپایی کمک می‌کنند.
همتایان احزاب اروپایی در پارلمان اروپا، گروه‌های سیاسی پارلمان هستند. احزاب اروپایی از طریق جلسات هماهنگی با سران کشورها و دولت‌های خود بر روند تصمیم‌گیری در شورای اروپا تأثیر می‌گذارند. آنها همچنین با اعضای خود در کمیسیون اروپا همکاری نزدیک دارند.

## تاریخچه

### دهه ۱۹۷۰
اولین احزاب سیاسی اروپایی در دهه ۱۹۷۰ و در آستانه اولین انتخابات پارلمان اروپا با حق رای عمومی (که در سال ۱۹۷۶ تصویب شد و برای اولین بار در سال ۱۹۷۹ برگزار شد) تشکیل شدند. در سال ۱۹۷۳، به دنبال گسترش جامعه اروپا به دانمارک، ایرلند و بریتانیا، کنگره بزرگ سوسیالیست در بن تشکیل جلسه دادند و کنفدراسیون احزاب سوسیالیست جامعه اروپا اعلام حضور کرد. در مارس ۱۹۷۶، فدراسیون احزاب لیبرال و دمکرات در اروپا توسط احزاب دانمارک، فرانسه، آلمان ایتالیا، لوکزامبورگ و هلند در اشتوتگارت تأسیس شد. چند ماه بعد، در ژوئیه، نمایندگان احزاب بلژیک، فرانسه، آلمان، ایرلند، ایتالیا، لوکزامبورگ و هلند در لوکزامبورگ گرد هم آمدند و حزب مردم اروپا را تأسیس کردند.

### دهه ۱۹۹۰
در سال ۱۹۹۲، بخش ۴۱ معاهده ماستریخت ماده ۱۳۸الف را به معاهده رم اضافه کرد. ماده ۱۳۸ الف (اصطلاحاً به آن ماده احزاب می‌گویند) بیان می‌کرد که «احزاب سیاسی در سطح اروپا به عنوان عاملی برای ادغام در اتحادیه اهمیت دارند. آنها به شکل‌گیری آگاهی اروپایی و بیان اراده سیاسی شهروندان اتحادیه کمک می‌کنند». بدین ترتیب رسماً وجود احزاب اروپایی به رسمیت شناخته شد.
در سال ۱۹۹۷ در معاهده آمستردام تعیین شد که چه کسی باید مخارج تعین شده در ماده احزاب را پرداخت کند (و از ۱۲۸الف به ماده ۱۳۹ تغیر شماره داد). این مکانیسمی را فراهم کرد که به موجب آن احزاب اروپایی می‌توانستند از بودجه اتحادیه اروپا هزینه کنند و احزاب اروپایی شروع به خرج کردن این پول کردند. چنین هزینه‌هایی شامل تأمین مالی احزاب ملی نیز شد، نتیجه‌ای که در ابتدا در نظر گرفته نشده بود.

### ۲۰۰۳–۲۰۰۴
در ژوئن ۲۰۰۰، دیوان محاسبات اروپا در نظر گرفت که دیگر نباید تأمین مالی احزاب سیاسی اروپایی با تخصیص بودجه برای گروه‌های سیاسی در پارلمان اروپا انجام شود. این تصمیم باعث شد که معاهده نیس در سال ۲۰۰۱ پاراگراف دومی را به ماده ۱۹۱ معاهده عملکرد اتحادیه اروپا (که در آن زمان نام آن «معاهده تأسیس جامعه اقتصادی اروپا» بود) اضافه کند تا صراحتاً اجازه تأمین مالی احزاب سیاسی اروپایی را از بودجه اتحادیه بدهد. در بند جدید آمده بود که «شورا طبق روال مذکور در ماده ۲۵۱، مقررات حاکم بر احزاب سیاسی در سطح اروپا و به ویژه قوانین مربوط به تأمین مالی آنها را وضع خواهد کرد».
در نوامبر ۲۰۰۳، پارلمان اروپا و شورای اتحادیه اروپا مقررات ۲۰۰۴/۲۰۰۳ «در مورد مقررات حاکم بر احزاب سیاسی در سطح اروپا و قوانین مربوط به بودجه آن‌ها» را تصویب کردند. مقررات ۲۰۰۳/۲۰۰۴ اولین تعریف رسمی احزاب سیاسی اروپایی را ارائه کرد و چارچوبی را برای تأمین مالی عمومی آنها ایجاد کرد.
این چارچوب مقرر کرد که از مجموع بودجه احزاب اروپایی، ۱۵٪ به‌طور مساوی (مقطوع) و ۸۵٪ به نسبت تعداد اعضای هر حزب در پارلمان اروپا توزیع شود. علاوه بر این، بودجه عمومی هر حزب نمی‌تواند از ۷۵٪ هزینه‌های قابل بازپرداخت یک حزب اروپایی تجاوز کند (که به آن «نرخ تأمین مالی مشترک» گفته می‌شود). این بدان معناست که احزاب اروپایی موظفند ۲۵٪ از بودجه خود را از منابع خصوصی («منابع خود»)، مانند کمک‌های مالی یا کمک‌های اعضا تأمین کنند. همچنین مقررات ۲۰۰۴/۲۰۰۳ قانون‌هایی برای شفافیت مالی احزاب، محدودیت‌های اهدای مالی و ممنوعیت مخارج احزاب (از جمله ممنوعیت تأمین مالی مستقیم یا غیرمستقیم احزاب ملی و نامزدها) را وارد قوانین کرد.

### ۲۰۰۴–۲۰۰۷
این مقررات بعداً با تصمیم دفتر پارلمان اروپا در ۲۹ مارس ۲۰۰۴ شرح و بسط داده شدند و با مقررات ۱۵۲۴/۲۰۰۷ اصلاح شدند.
مقررات ۱۵۲۴/۲۰۰۷ به احزاب اروپایی اجازه داد تا بنیادهای سیاسی اروپایی وابسته راه‌اندازی کنن. نهادهایی مجزا که در بحث در مورد مسائل اروپایی، سازماندهی کنفرانس‌ها و انجام تحقیقات و پیوندهای سیاسی در سطح ملی همفکری و مشارکت داشته باشند. در نهایت، مقررات اصلاح شده به صراحت به احزاب اروپایی اجازه می‌دهد تا کمپین‌های برگزار شده برای انتخابات پارلمان اروپا را تأمین مالی کنند.

### ۲۰۱۴
در اکتبر ۲۰۱۴، پارلمان اروپا و شورای اروپا مقررات ۱۱۴۱/۲۰۱۴ را تصویب کردند که جایگزین مقررات ۲۰۰۴/۲۰۰۳ شد و چارچوب احزاب و بنیادهای سیاسی اروپایی را از جمله با دادن وضعیت حقوقی اروپایی به آنها بازنگری کرد. همچنین مرجع احزاب سیاسی اروپایی و بنیادهای سیاسی اروپایی (APPF) را تأسیس کرد که یک نهاد مستقل به منظور ثبت، کنترل و اعمال تحریم‌ها علیه احزاب و بنیادهای اروپایی است.

### ۲۰۱۸–۲۰۱۹
در ماه مه ۲۰۱۸، پارلمان و شورای اروپا مقررات ۲۰۱۸/۶۷۳ را تصویب کردند که جزئیات مقررات مربوط به ثبت احزاب و بنیادهای سیاسی و شفافیت در مورد برنامه‌های سیاسی و نشان احزاب را در مقررات ۱۱۴۱/۲۰۱۴ اصلاح کرد.
در ژوئن ۲۰۲۱، در راستای ماده ۳۸ مقررات ۱۱۴۱/۲۰۱۴، چارلز گورن (از حزب اتحاد لیبرال‌ها و دموکرات‌ها برای اروپا ALDE) و راینر ویلند (از حزب مردم اروپا ای‌پی‌پی) از کمیته امور قانون اساسی پارلمان اروپا (AFCO) پیش‌نویس گزارشی را در مورد اجرای این مقررات ارائه کردند. در رابطه با تأمین مالی، پیش‌نویس گزارش از کمیسیون و قانون‌گذاران دیگر خواست که تعریف تأمین مالی غیرمستقیم از احزاب و بنیادهای سیاسی اروپایی را برای احزاب ملی عضو شفاف کنند، ممنوعیت تأمین مالی کمپین‌های همه‌پرسی در مورد مسائل اروپایی را حذف کنند، و اجازه تأمین مالی احزاب اروپایی را از احزاب کشورهای غیر اروپایی را بدهند (که پس از برگزیت به این معنی بود که احزاب سیاسی در بریتانیا دیگر نمی‌توانستند احزاب اروپایی را تأمین مالی کنند).

## سازمان‌ها

### ثبت احزاب
ماده ۳ مقررات ۱۱۴۱/۲۰۱۴ معیارهای زیر را برای ثبت یک نهاد به عنوان یک حزب سیاسی اروپایی در APPF فهرست می‌کند:
- باید یک اتحاد سیاسی باشد، که در ماده ۲ به عنوان «همکاری ساختاریافته بین احزاب سیاسی و/یا شهروندان» تعریف شده است.[note ۲] علاوه بر این، دادگاه عمومی اتحادیه اروپا در رای نوامبر ۲۰۲۰ «ACRE v Parliament» حکم راند که «شهروند» ی که در مقررات ۱۱۴۱/۲۰۱۴ استفاده می‌شود به معنای «شهروندان اتحادیه» است و احزاب سیاسی خارج از اتحادیه اروپا نمی‌توانند به عنوان احزاب سیاسی به معنای مقررات ۱۱۴۱/۲۰۱۴ در نظر گرفته شوند زیرا آنها از شهروندان اتحادیه تشکیل نشده‌اند.[۱۷]
- باید مقری را در یک کشور عضو داشته باشد، همان‌طور که در اساسنامه آن مشخص شده است.
- احزاب عضو نهاد باید حداقل در یک چهارم کشورهای عضو، پارلمان اروپا، پارلمان‌های ملی، پارلمان‌های منطقه‌ای یا مجامع منطقه‌ای نماینده داشته باشند، یا آنکه احزاب عضوش باید در آخرین انتخابات یک چهارم کشورهای عضو، حداقل سه درصد از آرای پارلمان اروپا را برده باشند؛
- احزاب عضو آن نباید عضو یک حزب سیاسی اروپایی دیگر باشند.
- باید در برنامه‌ها و فعالیت‌هایش ارزش‌هایی را که اتحادیه بر آن‌ها بنا شده است، همان‌طور که در ماده 2 TEU بیان شده است، رعایت کند.[۱۸]
- نهاد یا یا اعضای آن باید در انتخابات پارلمان اروپا شرکت کرده باشند، یا تمایل خود را برای شرکت در انتخابات بعدی پارلمان اروپا به‌طور علنی ابراز داشته باشند؛ و
- نباید اهداف سودآوری را دنبال کند.

علاوه بر این، ماده ۴ شرایط زیر را در مورد حاکمیت احزاب اروپایی اعمال می‌کند:
- اساسنامه نهاد باید مطابق با قوانین مربوط کشور عضوی که حزب در آن مقر دارد، باشد.
- اساسنامه باید شامل موارد زیر باشد:
  - نام و نشان حزب (که باید به وضوح از سایر احزاب و بنیادهای اروپایی متمایز باشد)؛
  - آدرس محل اقامت آن؛
  - یک برنامه سیاسی که هدف نهاد را مشخص می‌کند؛
  - بیانیه‌ای مبنی بر اینکه اهداف انتفاعی را دنبال نمی‌کند؛
  - نام بنیاد سیاسی وابسته به آن و شرح روابط رسمی بین آنها (در صورت وجود)؛
  - مشخص کردن سازمان اداری و مالی و تشریفات آن، به ویژه ارگانها و دفاتری که دارای اختیارات نمایندگی اداری، مالی و قانونی هستند و ضوابط مربوط به تشکیل، تصویب و تأیید حسابهای سالانه؛ و
  - رویه داخلی که در صورت انحلال داوطلبانه آن باید دنبال شود.
- اساسنامه همچنین باید شامل مقرراتی در مورد تشکیلات درون حزبی باشد که حداقل موارد زیر را پوشش دهد:
  - نحوه پذیرش، استعفا و حذف اعضای آن، به ضمیمه فهرست احزاب عضو آن؛
  - حقوق و وظایف مرتبط با انواع عضویت و حق رای‌های مربوط؛
  - اختیارات، مسئولیت‌ها و ترکیب هیئت‌های حاکمیتی آن، با تعیین معیارهای انتخاب نامزدها و نحوه انتصاب و عزل آنها.
  - فرآیندهای تصمیم‌گیری داخلی آن، به ویژه رویه‌های رأی‌گیری و الزامات حد نصاب؛
  - رویکرد آن به شفافیت، به ویژه در رابطه با حسابداری، حساب‌ها و کمک‌های مالی، حریم خصوصی و حفاظت از داده‌های شخصی؛ و
  - رویه داخلی برای اصلاح اساسنامه آن.

### عضویت
احزاب سیاسی اروپایی عمدتاً از احزاب کشورهای عضو تشکیل شده‌اند. علاوه بر این، شهروندان اروپایی بسته به مفاد اساسنامه آن احزاب می‌توانند به عضویت برخی احزاب اروپایی درآیند.

## احزاب سیاسی اروپایی

### احزاب ثبت شده اروپایی
تا تاریخ فوریه ۲۰۲۴، ده حزب اروپایی در APPF ثبت شده:
| حزب سیاسی اروپایی | حزب سیاسی اروپایی                         | حزب سیاسی اروپایی | حزب سیاسی اروپایی                              | حزب سیاسی اروپایی          | حزب سیاسی اروپایی | حزب سیاسی اروپایی                                               | حزب سیاسی اروپایی                  | سیاست‌ها                  | سیاست‌ها                                       | سیاست‌ها               |
| نام               | نام                                       | مخفف              | رئیس حزب                                       | دبیرکل                     | تاسییس            | گروه سیاسی                                                      | بنیاد سیاسی اروپایی                | طیف سیاسی                | ایدئولوژی                                     | ادغام اروپا           |
| ----------------- | ----------------------------------------- | ----------------- | ---------------------------------------------- | -------------------------- | ----------------- | --------------------------------------------------------------- | ---------------------------------- | ------------------------ | --------------------------------------------- | --------------------- |
|                   | حزب مردم اروپا                            | EPP               | مانفرد وبر (آلمان)                             | تاناسیس واکولاس (یونان)    | ۱۹۷۶              | فراکسیون حزب مردم اروپا EPP                                     | مرکز مطالعات اروپایی ویلفرد مارتنز | راست                     | موکراسی مسیحی،محافظه‌کاری، محافظه‌کاری لیبرال   | اروپاگرایی            |
|                   | حزب سوسیالیست‌های اروپایی                  | PES               | استفان لوون (سوئد)                             | آخیم پست (آلمان)           | ۱۹۷۳              | اتحاد مترقی سوسیالیست‌ها و دموکرات‌ها S&D                         | بنیاد مطالعات مترقی اروپا          | چپ میانه                 | سوشیال دموکراسی                               | اروپاگرایی            |
|                   | حزب اتحاد لیبرال‌ها و دموکرات‌ها برای اروپا | ALDE              | تیمی دولی (ایرلند) و ایلهان کیوچوک (بلغارستان) | دیدریک د شاتزن             | ۱۹۷۶              | بازسازی اروپا                                                   | مجمع لیبرال اروپا                  | میانه                    | لیرالیسم                                      | اروپاگرایی            |
|                   | حزب سبز اروپا                             | EGP               | ملانی ووگل (فرانسه) و توماس وایتز (اتریش)      | بندتا د مارته (ایتالیا)    | ۲۰۰۴              | سبزها/EFA                                                       | بنیاد سبز اروپا                    | چپ تا چپ میانه           | سیاست‌های سبز                                  | اروپاگرایی            |
|                   | حزب محافظه‌کاران و اصلاح‌طلبان اروپایی      | ECR Party         | جورجا ملونی (ایتالیا)                          | آنتونیو جووردانو (ایتالیا) | ۲۰۰۹              | محافظه‌کاران و اصلاح‌طلبان اروپا ECR                              | جهت نو                             | راست تا راست تندرو       | محافظه‌کاری، محافظه‌کاری ملی، لیبرالیسم اقتصادی | بدبینی ملایم به اروپا |
|                   | حزب هویت و دموکراسی                       | ID Party          | خرولف اننمانس (بلژیک)                          |                            | ۲۰۱۴              | هویت و دموکراسی                                                 | بنیاد هویت و دموکراسی              | راست تا راست تندرو       | محافظه‌کاری ملی، پوپولیسم راست                 | بدبینی به اروپا       |
|                   | حزب چپ اروپا                              | EL                | والتر بایر (اتریش)                             |                            | ۲۰۰۴              | چپ                                                              | تحول اروپا                         | چپ تا چپ تندرو           | سوشیال دموکراسی،کمونیسم                       | بدبینی ملایم به اروپا |
|                   | حزب دموکراتیک اروپا                       | EDP               | فرانسوا بایرو (فرانسه)                         | ساندرو گوزی (ایتالیا)      | ۲۰۰۴              | بازسازی اروپا                                                   | موسسه دموکرات‌های اروپایی           | میانه                    | میانه‌گرایی                                    | اروپاگرایی            |
|                   | اتحاد آزاد اروپا                          | EFA               | لورنا لوپز د لاکاله آریزی (اسپانیا)            | جوردی سوله (اسپانیا)       | ۱۹۸۱              | سبزها/EFA                                                       | بنیاد کپی‌ترها                      | خیمه بزرگ                | منطقه‌گرایی، جدایی‌خواهی، منافع اقلیت‌های قومی   | اروپاگرایی            |
|                   | جنبش سیاسی مسیحی اروپا                    | ECPM              | والریو گیلتچی (ملداوی، رومانی)                 | مارتن ون دو فلیرت (هلند)   | ۲۰۰۲              | محافظه‌کاران و اصلاح‌طلبان اروپا ECR، فراکسیون حزب مردم اروپا EPP | سالوکس                             | راست میانه تا راست تندرو | راست مسیحی، محافظه‌کاری اجتماعی                | بدبینی ملایم به اروپا |

### احزاب اروپایی سابق
نهادهای زیر قبلاً در APPF ثبت شده بودند.
| حزب سیاسی اروپا | حزب سیاسی اروپا         | حزب سیاسی اروپا | جدول زمانی | جدول زمانی   | سیاست       | سیاست                               | سیاست                |
| نام             | نام                     | مخفف            | تأسیس      | حذف از فهرست | طیف سیاسی   | ایدئولوژی                           | ادغام اروپا          |
| --------------- | ----------------------- | --------------- | ---------- | ------------ | ----------- | ----------------------------------- | -------------------- |
|                 | اتحاد جنبش‌های ملی اروپا | AENM            | ۲۰۰۹       | ۲۰۱۸         | راست افراطی | ملی‌گرایی افراطی، پوپولیسم جناح راست | بدبینی شدید به اروپا |
|                 | اتحاد برای صلح و آزادی  | APF             | ۱۹۷۶       | ۲۰۱۸         | راست افراطی | ملی‌گرایی افراطی، نئوفاشیسم          | بدبینی شدید به اروپا |

## سایر نهادهای سیاسی
نهادهای زیر هرگز واجد شرایط دریافت بودجه عمومی اروپا نبودند. برخی از آنها خود را حزب اروپایی می‌نامند، اما در معنای مصوبه ۱۱۴۱/۲۰۱۴ نمی‌توان به آن‌ها حزب اروپایی گفت.

### سازمان‌های فعال کنونی
| نام                         | مخفف   | تاسیس | ایدئولوژی                                                                                              | گروه سیاسی |
| --------------------------- | ------ | ----- | --- | ---------- |
| حزب فدرالیست اروپا          | EFP    | ۲۰۱۱  | فدرالیسم اروپا،سوسیال لیبرالیسم                                                                        | هیچ        |
| حزب دزدان دریایی اروپا      | PPEU   | ۲۰۱۴  | حزب دزدان دریایی، آزادی اطلاعات، دموکراسی مشارکتی، اروپاگرایی                                          | سبزها/EFA  |
| سیاست حیوانات اتحادیه اروپا | APEU   | ۲۰۱۴  | حقوق حیوانات، رفاه جانران                                                                              | GUE/NGL    |
| اروپا-دموکراسی-اسپرانتو     | EDE    | ۲۰۰۳  | حقوق زبانی، اسپرانتوگرایی                                                                              | هیچ        |
| جنبش دموکراسی در اروپا ۲۰۲۵ | DiEM25 | ۲۰۱۶  | هویت پان‌اروپایی، پساسرمایه‌داری، ترقی‌خواهی، سوسیال دموکراسی، محیط‌زیست‌گرایی، بوم‌فمنیسم، جایگزین جهانی‌شدن | هیچ        |
| ولت اروپا                   | Volt   | ۲۰۱۷  | فدرالیسم اروپا،سوسیال لیبرالیسم،ترقی‌خواهی، اروپا گرایی                                                 | Greens/EFA |

### اتحادهای فعال کنونی
| نام                                         | مخفف    | تاسیس | ایدئولوژی                                                                   | گروه سیاسی               | یادداشت                                                                                         |
| ------------------------------------------- | ------- | ----- | --------------------------------------------------------------------------- | ------------------------ | ----------------------------------------------------------------------------------------------- |
| اتحاد اروپایی جنبش‌های انتقادی اتحادیه اروپا | TEAM    | ۱۹۹۷  | شکاکیت به اروپا                                                             | GUE/NGL، سبزها/EFA، آی‌دی | اتحاد بدبینان به اروپا یا انجمن‌های انتقادی اتحادیه اروپا، شامل سازمان‌های مردم‌نهاد و احزاب سیاسی |
| چپ ضدسرمایه‌داری اروپا                       | EACL    | ۲۰۰۰  | ضدسرمایه‌داری، سوسیالیسم، بدبینی ملایم به اروپا                              | GUE/NGL                  | اتحاد احزاب سیاسی چپ و ضدسرمایه‌داری                                                             |
| اقدام کمونیستی اروپا                        | ECA     | ۲۰۲۳  | کمونیسم، مارکسیسم–لنینیسم، ضدسرمایه‌داری، بدبینی به اروپا، امپریالیسم‌ستیزی   | Non-Inscrits             | اتحاد احزاب مارکسیست-لنینیست، جانشین ابتکار احزاب کمونیست و کارگری                              |
| حزب فلسطین آزاد                             | FPP     | ۲۰۲۴  | صهیونیسم‌ستیزی، اسلام، حقوق اقلیت‌ها، ترک‌هراسی                                | هیچ                      | اتحاد احزاب سیاسی اقلیت مسلمان                                                                  |
| شبکه لیبرال اروپای جنوب شرقی                | LIBSEEN | ۲۰۰۸  | لیبرالیسم                                                                   | بازسازی اروپا            | اتحاد احزاب لیبرال و اندیشکده‌های جنوب شرق اروپا                                                 |
| اتحاد چپ سبز اروپای مرکزی شرقی              | CEEGLA  | ۲۰۲۴  | سوسیالیسم دمکراتیک، سوسیال دموکراسی، ترقی‌خواهی، سیاست‌های سبز، ضدیت با پوتین | GUE/NGL S&D، سبزها/EFA   | اتحاد سازمان‌ها و احزاب سیاسی جناح چپ و سبز در اروپای مرکزی و شرقی                               |
| حالا مردم                                   | NTP     | ۲۰۱۸  | سوسیالیسم دمکراتیک، اکوسوسیالیسم، ‌‌پوپولیسم جناح چپ                          | GUE/NGL                  | اتحاد احزاب سیاسی چپ                                                                            |
| کمیته همکاری جنبش کارگری شمال اروپا         | SAMAK   | ۱۸۸۶  | سوسیال دموکراسی                                                             | S&D                      | اتحاد احزاب سوسیال دموکرات و شوراهای کارگری در کشورهای شمال اروپا                               |

### اتحادهای منحل شده
- جبهه ملی اروپا (ENF): اتحاد احزاب افراطی ملی‌گرا و راست تندرو.
- یورونات: اتحاد احزاب راست افراطی و ملی‌گرای افراطی.
- ابتکار احزاب کمونیست و کارگری: اتحاد احزاب مارکسیست-لنینیست
- جنبش اصلاحات اروپایی: اتحادی از احزاب محافظه‌کار، طرفدار بازار آزاد و شکاک به اروپا.[۴۹]